# Лъв Дякон
Лъв Дякон (гръцки: Λέων ο Διάκονος) e византийски историк от 10 век, описал събитята в периода от 959 г. до 986 г.: войните водени от Византия с арабите, с киевския княз Светослав в България, похода на византийския император Василий ΙΙ Българоубиец в България, обсадата на Средец (дн. София) в 986 г., в която сам е участвал.
В своята „История“ той описва отнемането знаците на властта на цар Борис II от Йоан Цимисхи и принизяването му до сан магистър.